# Friedrich Hoffmann
Friedrich Hoffmann (19. února 1660 v Halle – 12. listopadu 1742) byl německý osvícenský lékař a vynálezce Hoffmanských kapek. V roce 1693 po založení univerzity v Halle byl jmenován hlavním profesorem medicíny a přírodní filozofie. Během své kariéry zde třikrát zastával funkci prorektora. S výjimkou let 1708–1712, které strávil v Berlíně jako královský lékař. Návštěvy různých německých dvorů a léčba panovníků mu přinesly pocty a vysoké odměny. Jeho sláva v té době byla celoevropská.
Hoffmann byl velmi plodný autor vědeckých i pedagogických pojednání. V Hallerově Bibliotheca medicinae practicae se nachází katalog jeho četných spisů. Nejdůležitější z nich je Medicina rationalis systematica, kterou napsal ve věku šedesáti let a vydal ji v roce 1730. O deset let později v roce 1740 vyšlo v Ženevě souborné vydání Hoffmannových děl i s jeho životopisem.
Hoffmann byl také vynikajícím pedagogem. Více než 300 jeho studentů se stalo doktory medicíny, 22 se stalo osobními a dvorními lékaři, 23 profesory na německých univerzitách a 55 venkovskými nebo městskými lékaři. Byl mezi nimi i Philipp Adolph Böhmer, pozdější prorektor univerzity v Halle.
Hoffmann byl od roku 1696 členem Německé akademie věd Leopoldina, v roce 1701 se stal členem Pruské královské akademie věd, v roce 1720 Královské společnosti a v roce 1734 čestným členem Ruské akademie věd. V roce 1727 byl knížetem ze Schwarzburgu jmenován Comes Palatinus (představený panovnického paláce).

## Vzdělání
Friedrich Hoffmann se narodil 19. února 1660 v Halle jako syn lékaře Friedricha Hoffmanna (1626–1675) a jeho manželky Anny Marie Knorrové (1628–1675). Zpočátku byl vyučován soukromými učiteli a poté navštěvoval gymnázium v Halle. Již v raném věku projevoval živý zájem o medicínu a chemii, neboť jeho otec tyto předměty vyučoval. Již v mládí tak získal rozsáhlé chemické a farmakologické znalosti.
V roce 1675 ve věku 15 let ztratil oba rodiče a svou nejstarší sestru, kteří zemřeli na nemoc tehdy nazývanou horká horečka. Krátce nato zničil požár většinu jeho dědictví, včetně rozsáhlé knihovny jeho otce. Sirotka se ujal strýc z matčiny strany Friedrich Ernst Knorre.
V roce 1678 začal Hoffmann studovat medicínu na univerzitě v Jeně. Jeho nejdůležitějším učitelem a podporovatelem se stal Georg Wolfgang Wedel. Kromě toho navštěvoval matematické a filozofické přednášky Erharda Weigela a Johanna Andrease Schmiedena. Již během svých studií dával soukromé hodiny chemie ostatním studentům a vystupoval jako oponent v četných disputacích. V roce 1680 navštěvoval univerzitu v Erfurtu, kde studoval chemii a farmakologii u Caspera Cramera (1648–1682).
V roce 1681 obhájil v Jeně svou inaugurační disertaci a získal doktorát z medicíny. Krátce poté onemocněl z přepracování a odjel se zotavit v Mindenu, kde se nechal přesvědčit, aby si zde otevřel praxi.
V roce 1689 se oženil s Annou Dorotheou Herstellovou (1673–1737), dcerou lékárníka Andrease Herstella. Manželé měli tři dcery a tři syny, z nichž dva nejstarší zemřeli krátce po narození a dvě děti se nedožily dospělosti.

## Kariéra
Po studiích odjel na několik měsíců do Holandska a do Anglie, kde se například seznámil s anglickým přírodovědcem Robertem Boylem. Po návratu se stal v roce 1685 posádkovým lékařem v Mindenu u pluku Zieten a v roce 1686 dvorním lékařem a venkovským lékařem knížectví Minden. V roce 1687 odešel v téže funkci do Halberstadtského knížectví.
V roce 1693 byla v Halle založena pruská univerzita a Hoffmann se zde ujal profesury medicíny a fyziky s inauguračním projevem De Atheo ex artificiosissima corporis humani structura convincendo (Struktury těla podle ateistického přesvědčení). Byl vynikajícím pedagogem a jeho přednášky byly hojně navštěvovány. Založil univerzitní knihovnu, sepsal stanovy a navrhl pečeť lékařské fakulty. Byl zde postupně děkanem lékařské fakulty, děkanem filozofické fakulty a prorektorem univerzity. Ve svém prvním funkčním období jako prorektor se postaral o to, aby na univerzitě v Halle byly zřízeny dva volné stoly pro chudé děti z Magdeburského vévodství a jeden volný stůl pro Halberstadtské knížectví.

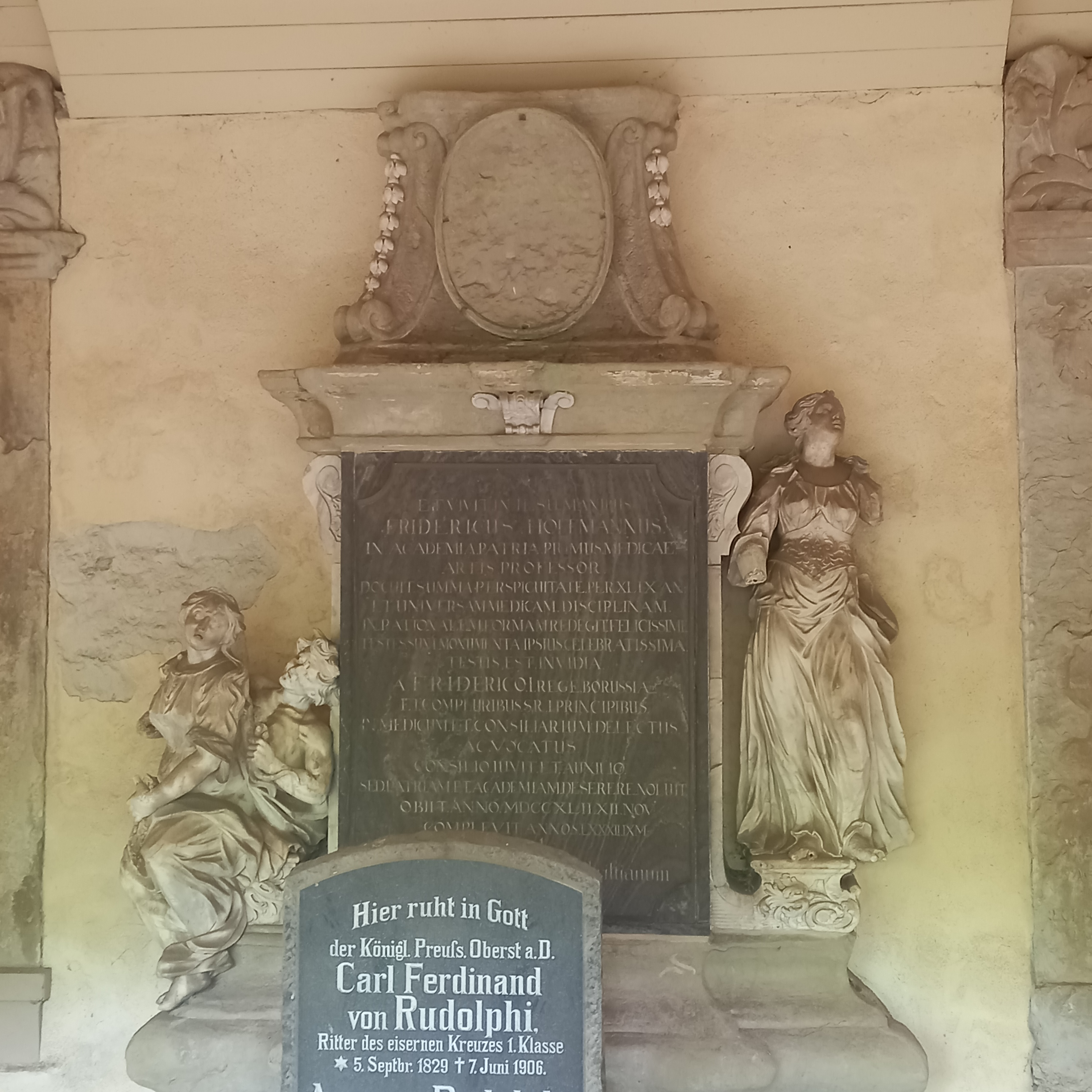
Hrobka Friedricha Hoffmanna v Halle

V roce 1709 byl Hoffmann svým panovníkem Fridrichem I. Pruský jmenován dvorním radou a povolán do Berlína jako jeho osobní lékař. Během jeho kariéry se na něj obraceli i další panovníci a knížata, aby jim poskytl radu při jejich onemocněních. Například císař Karel VI. ho nechal přivést do Karlových Varů, kde se léčil, aby ho požádal o lékařskou radu.
V roce 1712 upadl Hoffmann v nemilost u Fridricha I. Pruského a byl mu odňat titul dvorního rady a osobního lékaře. Vrátil se proto do Halle a věnoval se především svým spisům. V roce 1740 dokončil své životní dílo Medicina rationalis systematica (Systematická racionální medicína), které napsal s pomocí svého přítele a žáka Johanna Heinricha Schulze.
V roce 1742 zemřel na onemocnění prsu ve věku 82 let. Jeho hrob se nachází na Halle Stadtgottesacker.

## Praxe a teorie

### Praxe
Hoffmann se po ukončení studia zabýval především analýzou a využitím minerálních vod a stal se průkopníkem a hlavním propagátorem jejich používání při léčení. Dospěl k závěru, že pevné složky (vápník, hořčík a další prvky) existují téměř ve všech minerálních pramenech a jsou prospěšné lidskému zdraví. O léčivých pramenech pak v roce 1684 napsal pojednání, které bylo většinou odborné veřejnosti velmi dobře přijato.
Hoffmannovým velkým přínosem pro medicínu bylo, že se snažil odstranit příčiny nemoci. Jeho terapie byla proslulá svou mírností. V popředí byly koupele a jednoduché léky. I dnes jsou Hoffmanské kapky známé jako starý domácí lék. Hoffmann je prodával od roku 1706 pod názvem Liquor anodynus.
V roce 1716 jako první popsal otravu oxidem uhelnatým při pálení dřevěného uhlí. Odmítl pověry, které připisovaly smrt tímto plynem paranormálním jevům. Jeho publikace Úvahy o smrtelných účincích výparů z hořícího dřevěného uhlí se snažila tyto pověry vyvrátit a naopak dokázat, že k udušení dochází vdechováním plynů vznikajících při výrobě dřevěného uhlí.

### Teorie
Hoffmann považoval lidské tělo za jakýsi hydraulický stroj poháněný tekutinou, která v těle působí jako nervový éter nebo nervová tekutina. Přičemž zdraví se projevuje normálním napětím (tónem) tělesných vláken, nemoc se naopak vyznačuje příliš velkým napětím (křeč) nebo příliš slabým napětím (ochabnutí). Podle Hoffmanna byla tato vlákna, která určují život změnami tónu, považována za základní prvek dnes odpovídající tělesným buňkám.
Hoffmannovy představy o křečích a ochabnutí byly zdrojem jeho terapeutických přístupů. Například předepisoval sedativa proti přílišným kontrakcím a posilující léky proti ochabnutí. Mdloby vnímal jako důsledek sníženého průtoku krve cévami do srdce.